# Албански устанак (1910)
Албански устанак 1910. године (у албанској историографији Kryengritja e vitit 1910, у дословном преводу „Устанак из 1910.“) био је реакција на нове политике централизације младотурске османске владе у Албанији. Био је то први у низу великих устанака. Устанике је подржавала Краљевина Србија. Нови порези уведени у првим месецима 1910. подстакли су активност Исе Бољетинца да убеди албанске вође, који су већ учествовали у устанку 1909, да покушају нови устанак против Османског царства. Албански напади на Османлије у Приштини и Урошевцу, убиство османског команданта у Пећи, као и блокада пруге ка Скопљу у Качаничком кланцу од стране устаника, довели су до тога да османска влада прогласи ванредно стање у тој области.
Након две недеље жестоких борби, албанске снаге су се повукле у област Дренице, док је османска војска заузела градове Призрен и Ђаковицу. Османлије су поново заузеле Пећ 1. јуна 1910, а два месеца касније ушле су у Скадар. Репресалије против албанског становништва укључивале су неколико погубљења по кратком поступку и спаљивање многих села и имања. Многе школе су затворене, а публикације на албанском алфабету, који је одобрен две године раније на Манастирском конгресу, проглашене су незаконитим. Новинари и издавачи су кажњавани новчано или осуђивани на смрт.

## Устанак
Током првих месеци 1910. године, Иса Бољетинац је покушао да координира снаге за нови устанак посећујући албанске кланове који су се склонили у Црну Гору након неуспеха мањег устанка 1909. године. У међувремену, нови гувернер Масар-бег увео је нови порез на робу, који је одмах постао изузетно непопуларан. Албанске вође одржале су још два састанка, у Пећи и Урошевцу, где су дали заклетву (беса) да ће се ујединити против нове политике централизације османске владе. Снаге предвођене Исом Бољетинцем напале су османске снаге у Приштини и Урошевцу, док је командант османских снага у Пећи убијен од стране локалног становништва. Османска влада је прогласила ванредно стање и послала војну експедицију од 16.000 људи предвођену Шевћетом Тургут-пашом, која је у априлу 1910. стигла у Скопље.
У исто време, 3.000 Албанаца под вођством Идриза Сефера блокирало је пругу ка Скопљу у Качаничком кланцу. Заузели су воз који је превозио војнике и војне залихе за османски гарнизон у Приштини, разоружали војнике и запленили залихе. Османске снаге су напале Качанички кланац, али отпор који су тамо пружили Албанци предвођени Идризом Сефером јасно је показао да 16.000 османских војника није довољно за гушење побуне, па се њихов број попео на 40.000. Након две недеље жестоких борби, османске снаге су заузеле Качанички кланац и напале албанске снаге предвођене Исом Бољетинцем и Хасаном Будаковом, које су у међувремену блокирале пут Урошевац–Призрен код превоја Црнољево. Бројчано надмоћније, османске снаге су у почетку покушале фронтални напад, али их је снажан отпор натерао да промене тактику. Извели су клештасти маневар, покушавајући да опколе албанске снаге на превоју Црнољево.
Након тродневних борби, албанске снаге су се повукле у област Дренице. Османске снаге су ушле у Призрен средином маја 1910. Наставиле су ка Ђаковици и Пећи, где су ушле 1. јуна 1910. По владином наређењу, део снага је наставио у правцу Скадра, док је друга колона кренула ка Дебарској области. Прва колона, која је марширала ка Скадру, успела је да заузме превој Морину, након борбе са албанским снагама из области Гаши, Краснићи и Битићи, предвођених Зећиром Халилијем, Абдулом Хоџом и Шабаном Бинакуом. Османске снаге су биле заустављене више од 20 дана на превоју Агри од стране албанских снага из области племена Шаља, Шоши, Никај и Мертур, предвођених Прелом Тулијем, Мехметом Шпендијем и Марашем Делијом. Неспособна да угуши њихов отпор, ова колона је кренула другим путем ка Скадру, пролазећи кроз област Пуке. Дана 24. јула 1910, османске снаге ушле су у град Скадар. Током овог периода, успостављени су преки судови и вршена су погубљења по кратком поступку. Прикупљен је велики број комада ватреног оружја, а османска војска је спалила многа села и имања. Османска војска, састављена од нерегуларних курдских трупа, јавно је бичевала вође, палила села и протерала око 150.000 људи из њихових домова, од чега су две трећине били Срби.

## Последице
Иако је број османских снага нарастао на 50.000, контролисали су само низије и градове, и нису успели да преузму контролу над планинским пределима. На захтев османског команданта Махмуда Шевкет-паше, османска влада је прогласила укидање Законика Леке Дукађинија, који је представљао планински закон албанских кланова. Неки албански кланови су потражили уточиште у Црној Гори, тражећи амнестију од османске владе и враћање услова који су важили пре побуне. Османска влада то није прихватила, већ је такође прогласила забрану албанског писма и књига објављених на њему. Школе на албанском језику проглашене су незаконитим, а поседовање књиге на албанском писму постало је кажњиво дело. Ојачана бројношћу и положајем, османска експедиција је наставила свој поход ка централној и јужној Албанији, намећући нове забране. Албанске школе су затворене, а публикације на латиничном писму проглашене су илегалним. Бројни новинари и издавачи су кажњени новчано или осуђени на смрт, док је увоз албанских књига објављених изван Османског царства забрањен. Након ових догађаја, Албанија је постала пустош за албанске патриоте, а албанска култура је у потпуности потиснута. Годину дана касније, султан Мехмед V посетио је Приштину и прогласио амнестију за све који су учествовали у устанку, осим за оне који су починили убиство.
Албански устанци из 1910. и 1912. године били су прекретница која је утицала на младотурску владу, која се све више удаљавала од политичког правца пан-отоманизма и ислама ка јединственом националном турском погледу.